# Peace, Death! 2
Peace, Death! 2 — аркадна рольова відеогра 2021 року, розроблена та видана російською студією Azamatika для Microsoft Windows, Android і iOS. Є продовженням гри Peace, Death!. Випуск версії для Windows відбувся 7 жовтня 2021 року. 23 листопада того ж року Peace, Death! 2 було випущено для Android, а вже наступного місяця, 11 грудня, і для iOS.

## Ігровий процес
Протагоніст Peace, Death! 2 — Жнець — виконує роботу з розподілу загиблих у рай, пекло чи чистилище, що відкривається після проходження першого робочого дня. На відміну від першої частини Peace, Death!, перед головним героєм за раз постає не один клієнт, а шість, кожен з яких несе за собою перелік гріхів, благодіянь та інтересів. Часом гравець стикатиметься з катастрофами, під час яких він повинен за короткий відрізок часу розподілити клієнтів. В іншому за часом Жнець не обмежений. Напрямок наступного померлого зумовлюється системою. Як і в Peace, Death!, кількість клієнтів та їхніх ознак зростатиме з кожним робочим днем.
Після виконання рівнів гравець підвищує свою репутацію Профспілки та отримує гроші, які він може витратити на облаштування своєї корпоративної квартири.

## Сюжет
Як і в першій частині, гра починається з того, що у Женця виникає бажання поїсти. Зійшовши з автобуса, він прямує до автомата з їжею, однак у нього не виявляється коштів при собі. Трохи віддалік він виявляє стійку з повідомленням про наявність роботи в Профспілці женців і зрештою влаштовується на цю роботу Розподільником. Завдання Женця — піднятися кар'єрними сходами, ставши главою Профспілки, для чого потрібно коректно розподіляти покійних у рай, пекло чи чистилище, а також, щоб заручитися підтримкою як вершників Апокаліпсиса: Смерті, Голоду, Війни та Чуми, так і інших працівників Профспілки, йому потрібно час від часу виконувати їхні завдання. Кінцівкою гри є зайняття Женцем посади голови Профспілки.

## Огляди
Михайло Казачкін, рецензент вебсайту iXBT Games, відзначив низьку вартість Peace, Death! 2, яку вона «відпрацьовує з лишком», виділивши плюси та мінуси гри: до плюсів він відніс можливість гри «привести мізки в тонус», «чудове» поєднання ігрового процесу та сетингу, забавне середовище гри, гарне почуття гумору та додатковий контент, який підвищує мотивацію «грати максимально чисто»; негативними рисами гри Михайло визначив дрібні деталі гри, які створюють напругу на очі під час тривалого ігрового сеансу на смартфоні, а також однотипний музичний супровід в ігровій сесії.

## Розробка
7 жовтня 2021 року Peace, Death! 2 стала доступною для Windows. Azamatika оголосила, що незабаром буде випущено й версію для мобільних пристроїв, але точної дати не розкрила. Кілька днів потому, 12 жовтня, було запущено попередню реєстрацію для Android. За словами розробника, попередньої реєстрації для iOS відкрито не було через те, що в App Store кожен баг проходить більш тривалу модерацію, ніж у Google Play.

### Приквел
Приквелом Peace, Death! 2 є Peace, Death!. Її реліз для Windows відбувся 24 березня 2017 року, для Android та iOS — 23 жовтня того ж року, а для Nintendo Switch — 21 листопада 2018 року. Розробником виступила Azamatika. Як і в другій частині гри, протагоністом виступає Жнець, якому потрібно заробити грошей на їжу, однак тут він влаштовується працювати в корпорацію «Апокаліпсис».